# Ivan Fjodorov
Ivan Fjodorov (rusky Иван Фёдоров; 17. století? – 1733 Nižněkamčatsk) byl ruský mořeplavec, navigátor a v roce 1732 velící důstojník expedice k břehům severní Aljašky. Podle jeho lodního deníku byla sestavena mapa Beringova průlivu, na které bylo poprvé vyznačeno americké pobřeží. 
Po První kamčatské expedici Víta Beringa pokračovaly ruské průzkumné cesty na Dálném východě pod velením poručíka Martina Petroviče Spanberga a později pod velením Ivana Fjodorova. V roce 1732 se Fjodorov spolu s geodetem Michailem Spiridonovičem Gvozděvem plavil na lodí Svatý Gabriel k Děžňovovu mysu. Touto expedicí dokončili objevy v Beringově průlivu, které kdysi zahájil Semjon Ivanovič Děžňov, Fjodot Alexejev Popov a Vitus Bering. Na rozdíl od Beringovy výpravy byl prvním, kdo viděl oba břehy průlivu.

## Životopis
Ivan Fjodorov pocházel z bojarské rodiny. Datum a místo jeho narození není známo. V roce 1707 odešel do zahraničí, kde sbíral námořní zkušenosti. V letech 1710–1713 studoval na moskevské škole matematických a navigačních nauk.
V letech 1728–1730 se zúčastnil expedice vedenou jakutským atamanem Afanasijem Šestakovem, pod jehož velením se plavil na lodi Vostočnyj Gabriel v severní části Ochotského moře. Na podzim roku 1730 na stejné lodi pod velením kormidelníka Jacoba Gense plul z Ochotsku na Kamčatku, ale loď ztroskotala tři míle severně od ústí řeky Utka. Fjodorov s ostatní se zachránili a lodí Svatý Gabriel byli převezeni do Bolšerecku.
Na jaře 1731 se pod Genseovým velením na lodi Svatý Gabriel plavil z Bolšerecku do Nižněkamčatsku. Výprava původně chtěla pokračovat podél pobřeží ještě dál na sever, kde chtěla dosud nepodmaněné domorodce přinutit platit naturální daň (jasak), ale nepříznivé počasí je donutilo k návratu, aniž by dosáhli většího úspěchu. V následujícím období se musel zapojit do potlačení povstání kamčatských domorodých Itelmenů, a tak na další expedici s lodí Svatý Gabriel mohl vyplout až 23. července 1732.

### Expedice do Beringova průlivu
Ve vedení expedice nahradil nemocného Jacoba Gense, i když vedení zpočátku odmítal převzít s odůvodněním, že trpí na následky kurdějí, především otékáním nohou a obtížnou chůzi. Na expedici s ním vyplul geodet Michail Gvozděv, navigátor Kondratij Moškov a 39 dalších námořníků. Svatý Gabriel se plavil do dosud neprozkoumaných a nezmapovaných oblastí, které měla expedice proplout a prozkoumat. Ihned na začátku se mezi nemocným Fjodorovem a Gvozděvem objevily neshody, které pramenily z rozdílné mentality obou námořníků. Zatímco Fjodorov byl zkušený námořník a kormidelník, jehož zdravotní stav byl vážný, Michail Gvozděv byl zdravý, ambiciózní s mnoha teoretickými znalostmi, ale prakticky neměl žádné zkušenosti.
Výprava po obeplutí Kamčatky se přiblížila k ústí řeky Anadyr, poté vyplula k novým neznámým ostrovům. Dne 13. srpna proplula kolem východního cípu Asie, který dnes nese název Děžňovův mys, přičemž se pokusili přesvědčit zdejší domorodé obyvatelstvo k platbě jasaku, ti ale odmítli a neprojevili zájem ani o obchod. Od mysu pokračovali dále k ostrovu, který zahlédl již Vitus Bering. Při bližším průzkumu zjistili, že se nejedná o jeden ostrov, ale o dva menší, které pojmenovali Gvozděvovými ostrovy. Z východního ostrova souostroví spatřili americkou pevninu, přičemž se domnívali, že vidí další velký ostrov a tak vypluli k němu. Dne 21. srpna 1732 zakotvili poblíž mysu, který pojmenovali mys Gvozděva, který dnes nese název Mys Prince z Walesu a je nejzápadnější bodem severní Ameriky. Oba mořeplavci tak byli prvními, kteří v Beringově průlivu spatřili a dopluli k oběma břehům amerického i asijského kontinentu. Povětrnostní podmínky jim neumožnili zakotvit a vystoupit na břeh, proto pluli směrem k jihu. Podle účastníka plavby I. Šurikina pluli pět dní jihovýchodním směrem podél zalesněného pobřeží, kde viděli občas jurty domorodců, pak se obrátili na jihozápad a při 168° západní šířky objevili menší ostrov, který dnes nese název Kingův ostrov. Nemocný Fjodorov prakticky nevycházel ze své kajuty, námořníci trpěli nedostatkem potravin i vody a po Michailu Gvozděvovi požadovali návrat na Kamčatku, ten pokračoval stále na jih a odvolával se na nemocného Fjodorova, že jen on může dát rozkaz k návratu na Kamčatku. Nakonec ho posádka přesvědčila a 27. září 1732 se Svatý Gabriel vrátil zpět do Nižněkamčatsku.
Gvozděv společně s nemocným Fjodorovem připravovali zápisy ze své expedice a na konci roku 1732 Gvozděv odeslal podrobnou zprávu. V únoru 1733 těžce nemocný Fjodorov zemřel.
Po osmi letech byl nalezen v Nižněkamčatsku Fjodorovův deník z plavby, v němž byla obsažena první kompletní mapa průlivu, který později anglický objevitel James Cook nazval Beringovým jménem. Fjodorov a Gvozděv jsou skutečnými objeviteli Beringova průlivu, protože popsali a zmapovali oba jeho břehy, zatímco Vitus Bering americký břeh vůbec nespatřil.